# Урбан IV
Урбан IV (лат. Urbanus; прибл. 1195, Труа — 2 жовтня 1264, Перуджа) — сто вісімдесят перший папа Римський (29 серпня 1261—2 грудня 1264).

## Життя
Син шевця з Труа у Франції, вивчав теологію та право у Парижі. Був призначений священником у Лаоні, а пізніше архідияконом Льєжа. На Першому Ліонському соборі (1245) привернув до себе увагу папи Іннокентія IV, який двічі посилав його з місіями до Німеччини. Однією з місій було проведення перемовин між щодо Крістбурзького договору між поганами прусами і Тевтонським орденом. Став єпископом Вердена у 1253 році. У 1255 році Олександр IV призначив його Латинським патріархом Єрусалима.

## Понтифікат
Коли він повернувся з Єрусалиму до Вітербо, просячи допомоги для християн Сходу, папа Олександр IV помер. Після 3 місяців вакансії Панталеона голосами 8 кардиналів було обрано папою.
Латинська імперія впала під ударами греків і, попри зусилля Урбана IV, відновлена не була. Тому, головну увагу папи зайняли італійські справи.  Тривала конфронтація з Гогенштауфенами не закінчилась. Папа мав намір надати корону двох Сицилій Карлу Анжуйському, намагався перешкодити коронуванню Конрадіна королем Німеччини.
Помер у Перуджі 2 жовтня 1264 року. Запровадив відзначення свята Тіла Христового.